# سوپ ماندل
سوپ ماندل، ماندلاخ (عبری: שקדי מרק‎) یک نوع سوپ در آشپزی یهودی است که شامل قطعات کوچک آرد، روغن نخل و سوپ مرغ است.